# Кирибати на Светском првенству у атлетици на отвореном 2013.
Кирибати су учествовали на Светском првенству у атлетици на отвореном 2013. одржаном у Москви од 10. до 18. августаа осми пут. Репрезентацију Кирибата  представљала је једна атлетичарка која се такмичила у трци на 100 метара.
На овом првенству Кирибати нису освојили ниједну медаљу, а постигнут је један лични рекорд.

## Резултати

### Жене
| Атлетичар       | Дисциплина | Лични рекорд | Квалификације | Квалификације | Полуфинале            | Полуфинале            | Финале                | Финале       | Детаљи |
| Атлетичар       | Дисциплина | Лични рекорд | Резултат      | Место         | Резултат              | Место                 | Резултат              | Место        | Детаљи |
| --------------- | ---------- | ------------ | ------------- | ------------- | --------------------- | --------------------- | --------------------- | ------------ | ------ |
| Каботаке Ромери | 100 м      | 13,71        | 13,39 ЛР      | 8. у гр. 3    | Није се квалификовала | Није се квалификовала | Није се квалификовала | 44 / 45 (46) |        |